# Francesca Petitjean
Pour les articles homonymes, voir Petitjean.
Francesca Petitjean née le 30 novembre 1962 à Cannes est une culturiste française active à la fin des années 1980 et au début des années 1990. Elle a également joué dans un certain nombre de films pornographiques entre 1997 et 2004.

## Carrière de culturiste
Francesca Petitjean est championne du monde amateur catégorie tall de la World Amateur Body Building Association  (WABBA) en 1989 et en 1992 et vice-championne du monde professionnelle en 1990, derrière l'Autrichienne Gabriele Klug. Elle passe professionnelle de la Fédération Internationale de bodybuilding et fitness (IFBB) en 1993 et prend sa retraite en 1997.

### Participation à des compétitions internationales
- 1989 : Championnat d'Europe de la WABBA : Troisième (catégorie tall)
- 1989 : Championnat du monde de la WABBA : Première (catégorie tall)
- 1990 : Championnat du monde de la WABBA : Deuxième (catégorie professionnel)
- 1992 : Championnat du monde de la WABBA : Première (catégorie tall)
- 1993 : IFBB Jan Tana Classic : 12e
- 1994 : IFBB Canada Pro Cup : 8e
- 1994 : IFBB Grand Prix Prague  12e
- 1995 : IFBB Grand Prix Prague : 8e
- 1995 : IFBB Jan Tana Classic : Forfait
- 1996 : IFBB Grand Prix Prague : 6e
- 1996 : IFBB Grand Prix Slovakia : 7tème
- 1996 : IFBB Ms. International : 13e
- 1996 : IFBB Jan Tana Classic : 19e

## Carrière d'actrice pornographique
Francesca Petitjean fait sa première apparition dans un film pour adultes en 1997 dans Détonnante Musclor puis on la voit l'année suivante dans Acteurs porno en analyse de José Bénazéraf. Elle devient connue à l'international avec la série Body Builders in Heat réalisée par le studio Channel 69. Elle apparaît dans le quatrième volume de cette série, réalisé par Julien Lacourt en mars 2000. Elle a participé à quatre autres volumes de cette série (réalisés par Fabien Lafait).

### Liste des films
- 1997 : Détonnante Musclor
- 1998 : Acteurs porno en analyse
- 1998 : Démesure
- 1999 : Profondo Più che Posso
- 1999 : Strappami i Collant e Aprimi il Culo
- 2000 : Big Clits Big Lips 1
- 2000 : Body Builders In Heat 4
- 2000 : Exclusive Models Relaxed
- 2000 : Maximum Perversum 80: Starke Fotzen hart gefickt
- 2000 : Model Session
- 2001 : Body Builders In Heat 7
- 2001 : Body Builders in Heat 9
- 2001 : FamigliAnal
- 2001 : Joker 47: Familien-Bande (compilation)
- 2001 : She's Not a Lady
- 2002 : Body Builders in Heat 11
- 2003 : Arma Rettale 1
- 2003 : Arma Rettale 2
- 2003 : Body Builders In Heat 14
- 2004 : Big Clits Big Lips 8
- 2005 : All Star Body Builders in Heat (compilation)

## Crédits
- (en) Cet article est partiellement ou en totalité issu de l’article de Wikipédia en anglais intitulé « Francesca Petitjean » (voir la liste des auteurs).